# Otto Heidenreich
Otto Józef Heidenreich, znany także jako Erich (Eryk) Heidenreich (ur. 1 listopada 1904 w Katowicach, zm. 1974 w Salzgitter) – polsko-niemiecki piłkarz grający na pozycji obrońcy.

## Kariera
W latach 1927–1929 rozegrał w barwach 1. FC Katowice 63 mecze w I lidze polskiej. Z klubem tym w sezonie 1927 zdobył wicemistrzostwo Polski. Uznawany był za wyróżniającego się obrońcę ligi. Odrzucił powołanie Tadeusza Kuchara na mecz Polski ze Szwecją (1 lipca 1928 w Katowicach), argumentując swoją decyzję faktem, iż czuje się Niemcem. W 1935 roku wyjechał do Niemiec, gdzie mieszkał do śmierci.

## Statystyki ligowe
| Sezon | Klub           | Liga   | Mecze | Gole |
| ----- | -------------- | ------ | ----- | ---- |
| 1927  | 1. FC Katowice | I liga | 23    | 1    |
| 1928  | 1. FC Katowice | I liga | 22    | 0    |
| 1929  | 1. FC Katowice | I liga | 18    | 0    |